# Video Home System
Pour les articles homonymes, voir VHS.
L’expression anglaise « Video Home System », (en français : « Système Vidéo Domestique »), mieux connue sous le sigle VHS, désigne une norme d’enregistrement vidéo analogique sur bande magnétique de 0,5 pouce (1,27 cm) mise au point par la marque japonaise JVC à la fin des années 1970, et disparue progressivement au cours des années 2000.
Le sigle VHS signifiait initialement « Vertical Helical Scan » (balayage hélicoïdal vertical), mais cette désignation est abandonnée rapidement, car trop difficile à mémoriser pour le grand public. Le format VHS arrive peu de temps après son concurrent direct, le Betamax créé par l'entreprise japonaise Sony, et devient le format le plus populaire. Un troisième concurrent tente de rivaliser avec les deux premiers sans succès, le V2000 de Philips et Grundig.

## Histoire

### Prémices
Après de nombreux essais effectués par les sociétés, le premier magnétoscope, l'AMPEX VRX-1000, est commercialisé en 1956 par l'entreprise américaine Ampex. Avec un prix de 50 000 dollars en 1956, et de 300 $ pour 90 minutes de bandes, la technologie ne devient d'abord accessible qu'à des professionnels. Kenjiro Takayanagi, un pionnier de la télévision, désormais membre de la société JVC, planifie la production de magnétoscopes par sa société pour les marchés japonais à un prix bien plus abordable. En 1959, JVC conçoit un enregistreur vidéo à deux têtes, d'abord en noir et blanc, puis un autre en couleur dès 1960. En 1964, JVC fait paraître le modèle DV220, utilisé par la société jusqu'au milieu des années 1970.
En 1969, JVC s'associe avec Sony Corporation et Matsushita Electric (Panasonic, National au Japon) pour le public japonais.
Ils parviennent à créer le format U-matic en 1971. Par la suite, Sony et Matsushita mettent fin à leur collaboration afin de créer leur propre format vidéo chacun de leur côté. Philips lance le VCR en 1972, Sony le Betamax en 1975, et Matsushita lance le format VX. JVC sort le CR-6060 en 1975, inspiré du format U-matic.

### Conception
Le format U-matic, entre autres, est, durant les années 1970, uniquement utilisé à des fins professionnelles. En 1971, les membres de la société JVC Yuma Shiraishi et Shizuo Takano se lancent dans la création de cassettes vidéo VHS pour le public. Fin 1971, JVC lance le VHS Development Matrix.
La diffusion du format VHS est lancée en 1976 dans les marchés japonais, puis en mai 1978 en France[réf. nécessaire]. La durée d’enregistrement des cassettes commercialisées dans ce format pour le public s'étend de 30 minutes (cassette E-30), 1 heure (E-60), 2 heures (E-120), 3 heures (E-180), 3 heures et demie (cassette E-210), 4 heures (E-240) et même jusqu'à 5 heures (E-300). Compte tenu du standard vidéo (30 images par seconde au lieu de 25), le défilement de la bande est plus rapide au format NTSC américain. La durée des cassettes vendues aux États-Unis est donc plus réduite, soit entre 2 h (T-120) et 3 h 30 (T-210) en enregistrement de qualité normale (SP, pour l'anglais Standard Play). Toutefois, certains magnétoscopes au format peuvent enregistrer et lire à demi-vitesse (LP, pour Long Play) voire au tiers de la vitesse de défilement (EP pour Extended Play ou SLP pour Special Long Play) de la bande, multipliant ainsi par 2 ou par 3 la durée (jusque 10 h 30 avec une T-210). En Europe, la durée peut être portée par le même système jusqu’à 12 h avec une cassette E-240 (15 h avec une E-300). Cette augmentation de durée se fait au détriment de la qualité du fait de la réduction de la largeur de bande du signal vidéo et audio (rapport signal/bruit moins performant).

## Caractéristiques

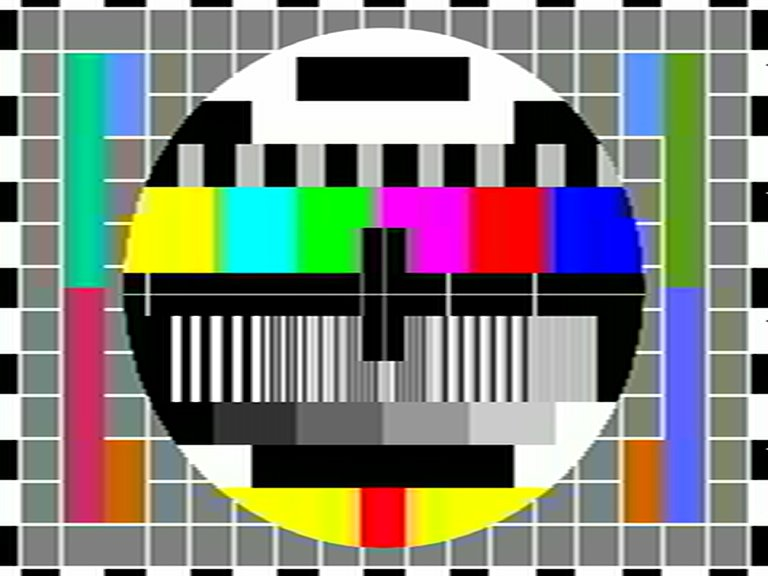
Simulation de la qualité VHS.

Pendant les années 1980 et 1990, la VHS est la norme la plus commune pour la vidéo familiale à travers le monde entier. Son utilisation se borne à la large diffusion et à l’enregistrement des émissions de télévision pour les particuliers. Son successeur est le DVD enregistrable. Elle est utilisée dans de nombreux caméscopes que ce soit avec la cassette VHS de base ou avec sa petite sœur la VHS-C, mais sur ce marché, le 8 mm puis le Hi8 prennent l'ascendant. Le DV est leur successeur. Dans les années 1980, la VHS s’est imposée comme la norme de la vidéo grand public face à ses concurrents, le Betamax de Sony et le V2000 de Philips.

## Variantes

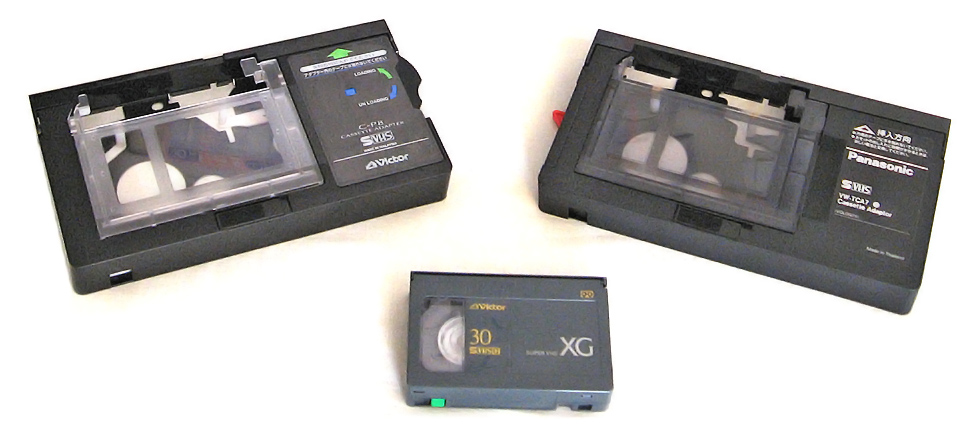
Deux adaptateurs Super-VHS-C (en haut) et cassette VHS-C (en bas).

Diverses variantes existent, mais certaines n’ont jamais été réellement commercialisées.
- VHS : version standard, 240 points/lignes.
- VHS-HQ : haute qualité, 250 points/lignes. Magnétoscopes standards des années 1990. L'amélioration de définition par ligne est apportée par une meilleure électronique permettant d'obtenir une meilleure bande passante sur un support identique.
- VHS Hi-Fi : son stéréo haute-fidélité, enregistré sous la vidéo en modulation de fréquence. La qualité sonore, qui jusqu'ici était inférieure à celle d'une cassette audio, s'approche de celle du Compact Disc.
- VHS-C : variante à cassette compacte pour les caméscopes. Des adaptateurs permettent de lire les cassettes au format compact dans les magnétoscopes de salon. Les cassettes de ce type ayant des bandes magnétiques qui se détériorent, il est conseillé de les sauvegarder sur un support numérique de style DVD ou disque dur.
- S-VHS : Super-VHS, image améliorée par une augmentation de la définition (400 points/ligne au lieu de 240 en PAL) ainsi qu’un meilleur traitement du signal : la luminance et la chrominance sont enregistrées séparément (format S-Video ou Y/C). Néanmoins, la chroma partage l'écueil de la VHS de n'avoir une largeur de bande que de 0,4 MHz. Le traitement du son reprend les spécifications de la VHS Hi-Fi.
- S-VHS-C : combinaison des deux précédents.
- W-VHS : version haute définition, supporte aussi la vidéo en relief (3D).
- D-VHS : version numérique, jusqu’à 40 heures d’enregistrement sur cette cassette.
- D-Theatre : cassettes préenregistrées de type D-VHS vendues à partir de 2002 aux États-Unis d'Amérique. Les films sont encodés au format 720p et 1080i. Ces cassettes ne peuvent être lues que par des magnétoscopes D-VHS portant le logo D-Theatre.

La cassette VHS servit également au début des années 1980 de support d'enregistrement numérique du son : Technics SV-P100.

## Magnétoscopes

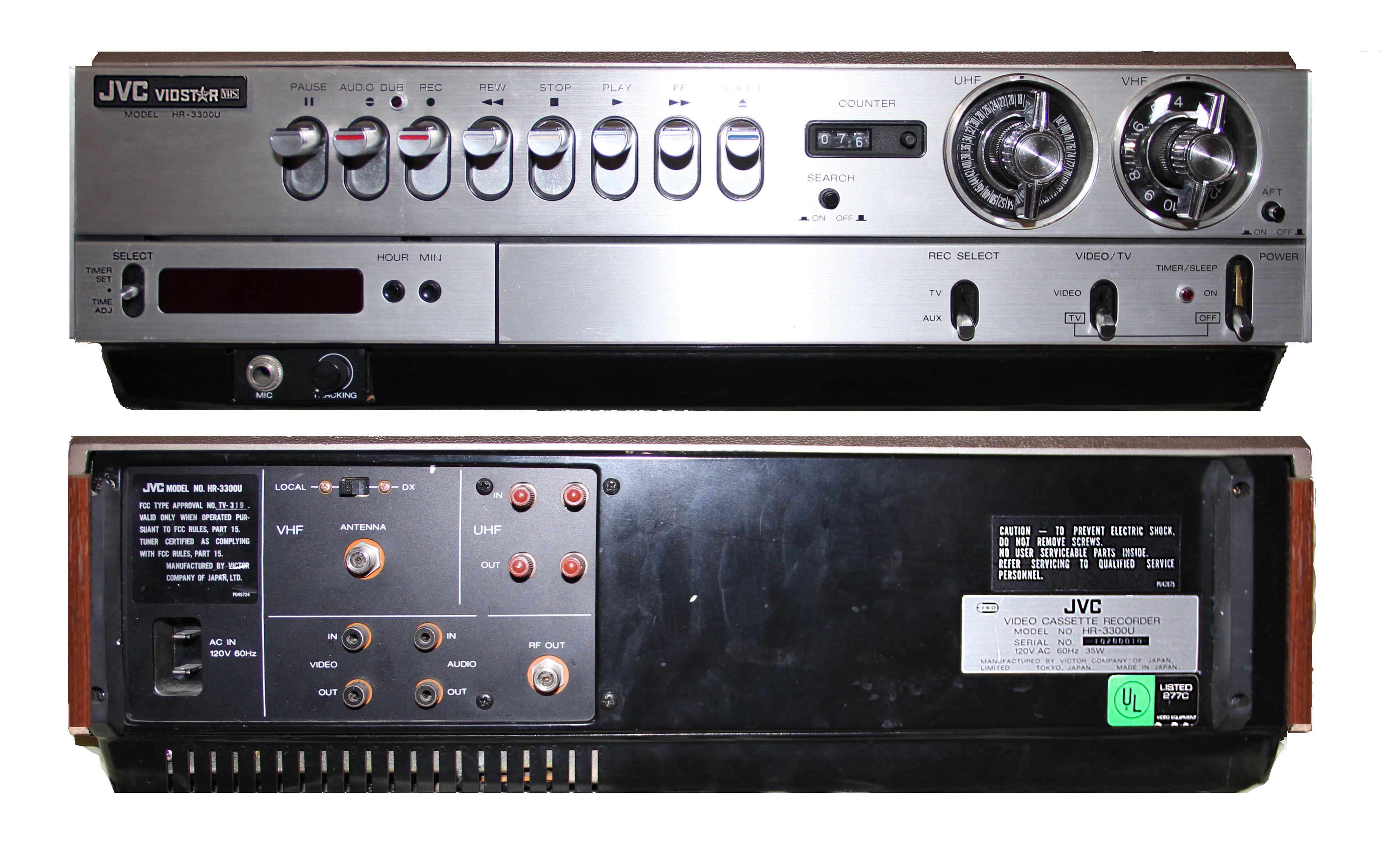
JVC HR-3300U VIDSTAR – version américaine du modèle JVC HR-3300.

Le premier magnétoscope à faire usage de la VHS est le Victor HR-3300 (en), intronisé par le président de la société JVC à l'hôtel Okura le 9 septembre 1976,. JVC lance la vente du HR-3300 à Akihabara, Tokyo, au Japon, le 31 octobre 1976. Les versions régionales du JVC HR-3300, comme le HR-3300U et HR-3300EK, sont par la suite lancées aux États-Unis et au Royaume-Uni. Aux États-Unis, le premier magnétoscope à paraître sur le marché est le RCA VBT200 le 23 août 1977.
Quinze millions de lecteurs sont vendus chaque année au milieu des années 1980.
Après le retrait de Panasonic en 2012, Funai, dernier fabricant de magnétoscopes VHS, annonce en juillet 2016 la fin de la fabrication du dernier modèle existant, dont la production annuelle était en 2015 de 750 000 unités.

## Successeurs
Avec l’essor des CD enregistrables et d’appareils permettant d’enregistrer des programmes télévisés sur disque dur, la VHS décline dès le début des années 2000. L'arrêt progressif des émissions de télévision analogique au profit de la TNT dans de nombreux pays précipite sa disparition, les magnétoscopes étant prévus pour l'enregistrement d'un signal analogique (l'enregistrement sur VHS reste toutefois possible en branchant sur le magnétoscope un décodeur TNT via la prise Péritel, mais cela n'est pas très pratique puisqu'il faut que le décodeur soit lui aussi allumé pendant l'enregistrement, contrairement au fait qu'avant l'arrivée de la TNT, seul le magnétoscope nécessitait d'être allumé. Il faut par conséquent, pour un enregistrement programmé, programmer à la fois le magnétoscope mais aussi le décodeur).